# 185 Eunike
Eunike /juːˈnaɪkiː/ (định danh hành tinh vi hình: 185 Eunike) là một tiểu hành tinh rất lớn và tối ở vành đai chính. Thành phần cấu tạo của nó gồm cacbonat nguyên thủy.
Ngày 1 tháng 3 năm 1878, nhà thiên văn học người Mỹ gốc Đức Christian H. F. Peters phát hiện tiểu hành tinh Eunike khi ông thực hiện quan sát tại Đài quan sát Litchfield thuộc Đại học Hamilton ở Clinton, New York, Hoa Kỳ và đặt tên nó theo tên Eunike có nghĩa là "chiến thắng cách sung sướng", một trong các Nereid trong thần thoại Hy Lạp. Tên được chọn để kỷ niệm Hiệp ước San Stefano chấm dứt chiến tranh Nga-Thổ Nhĩ Kỳ (1878).
Tính đến ngày 17 tháng 9 năm 2020, đã có 13 lần Eunike che khuất một ngôi sao được quan sát thấy.